# Vaklinovo (distrikt)
Vaklinovo (bulgariska: Ваклиново) är ett distrikt i Bulgarien.   Det ligger i kommunen Obsjtina Satovtja och regionen Blagoevgrad, i den sydvästra delen av landet, 140 km söder om huvudstaden Sofia.
I omgivningarna runt Vaklinovo växer i huvudsak blandskog. Runt Vaklinovo är det ganska glesbefolkat, med 35 invånare per kvadratkilometer.